# Praia de Guajiru

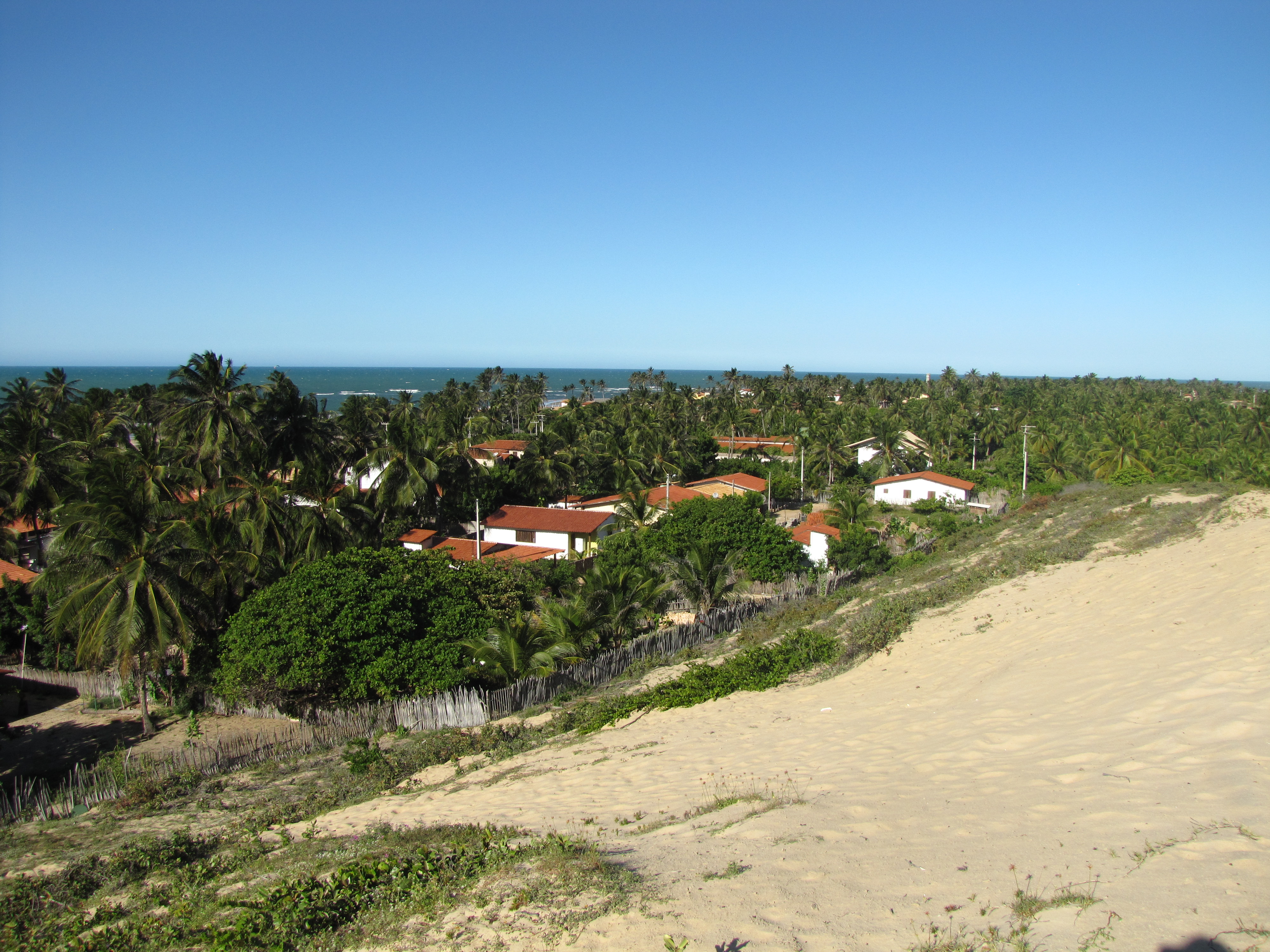
Vista da comunidade de Guajiru do Morro do Cascudão

Guajiru é uma praia localizada no município de Trairi, estado do Ceará, estando distante 133 km de Fortaleza e a 18 km da sede de Trairi. Praia de areia clara, currais de pesca e vila de pescadores situada no município de Trairi. Com aproximadamente 6 km, localiza-se no litoral oeste da costa cearense e é uma das principais praias do referido município.
Desde 2005 o Guajiru foi descoberto por praticantes de kitesurf do mundo inteiro, devido aos ventos fortes durante grande parte do ano.

## Topônimo
O topônimo vem do tupi guá'yary através da corruptela “guajeru”., referindo-se ao guajiru, uma frutinha de sabor exótico, espécie existente em três cores (rosa, vermelho e preto) encontradas nas dunas da localidade.

## História

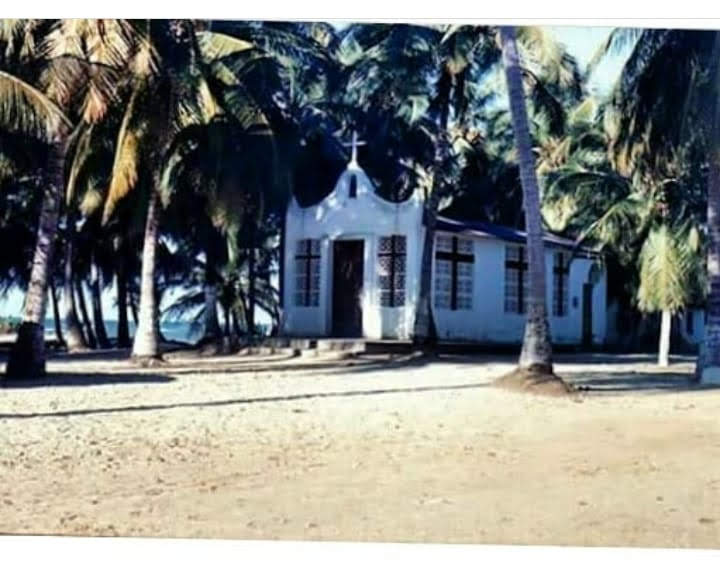
A capela da Nossa Senhora dos Navegantes na década de 80

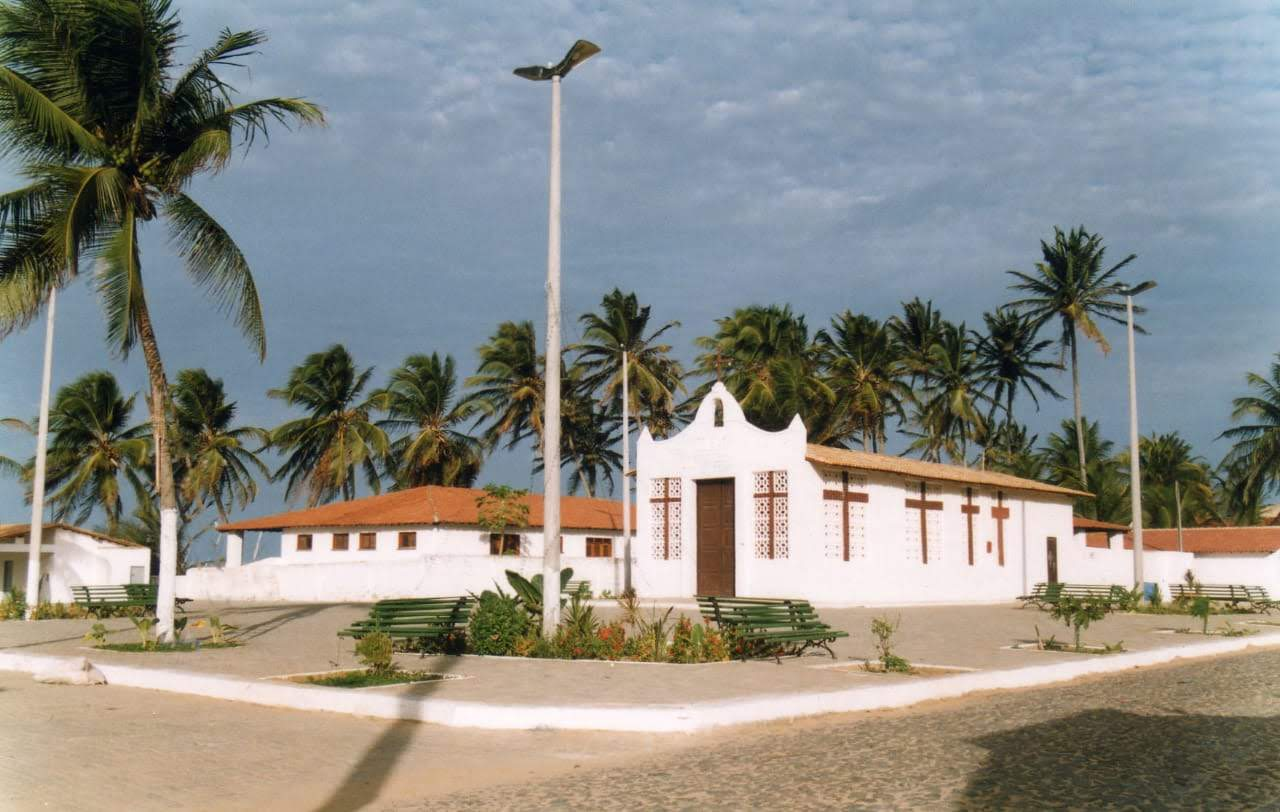
A capela da Nossa Senhora dos Navegantes em 2005

Sítios arquelógicos na área indicam presença humana desde pelo menos 3460 BP. Antes da construção das eólicas na década de 2010, foram identificados vários sítios arquelógicos em menos de 1km do atual Guajiru. Pesquisadores acharam evidências de pesca, fogo e armamentos pre-históricos.
Indígenas da etnia Tremembé vivem no litoral do Ceará e na pre-história também no litoral do Trairí. Por causa da presença neerlandesa na costa, deixaram a praia e refugiaram-se para as dunas. Assim surgiu a povoação Curimãs, a poucos quilômetros do Guajiru. As indígenas continuaram usando a praia de Guajiru para pescar, que na época chamou-se Flecheirinha. Até hoje muitos nativos de Guajiru tem laços familiares em Curimãs e muitos possuem sítios entre as dunas e Curimãs. Em 2021 a primeira estrada que liga Curimãs com Guajiru foi construído. 

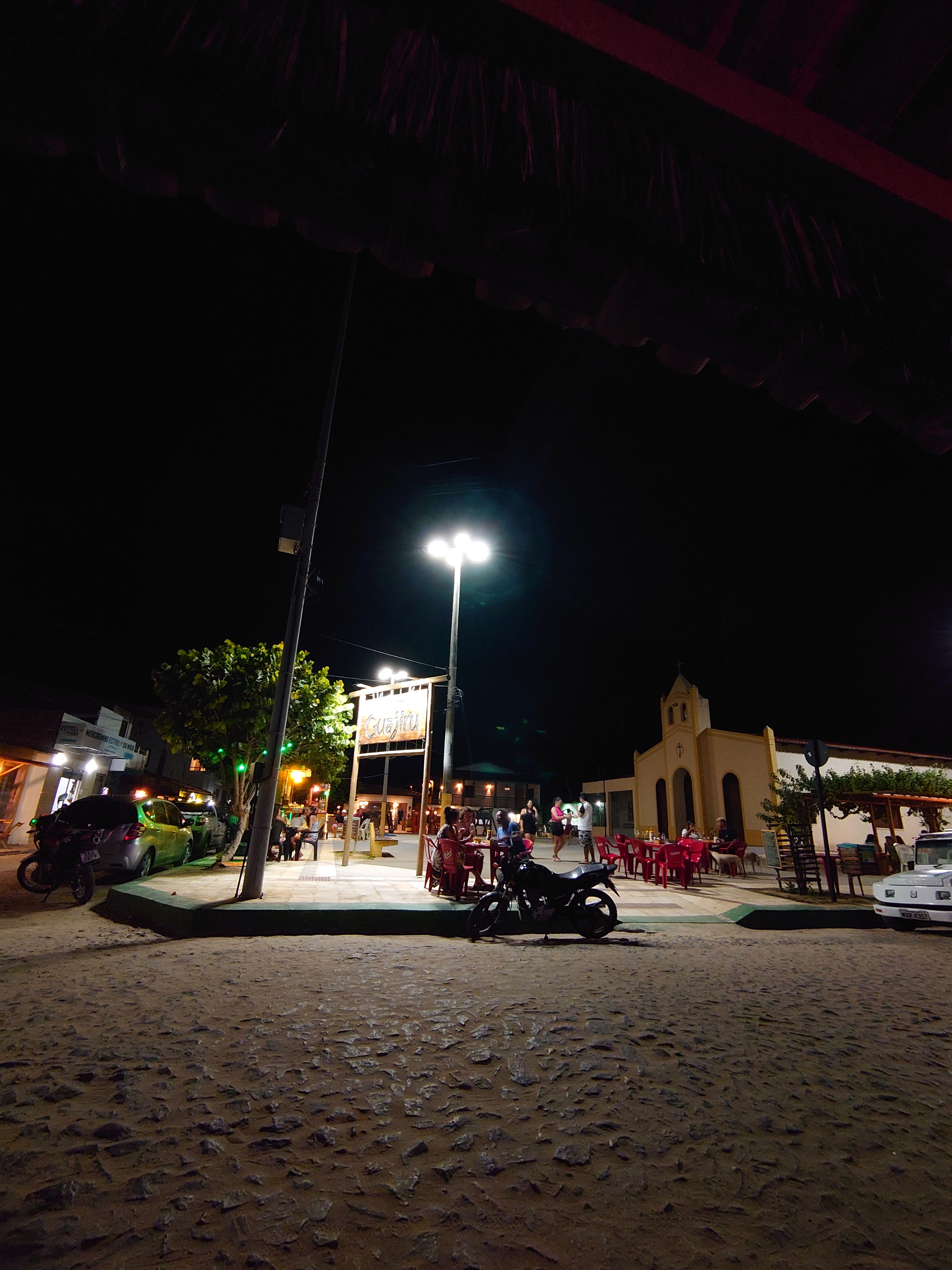
A nova capela da Nossa Senhora dos Navegantes em 2024

## Características

### Vilarejo
Um pequeno vilarejo, que em 2009 contava com mais ou menos 700 habitantes, distribuídos em cerca de 140 famílias, cujas casas se estendem por uma faixa de terra entre a praia e as dunas e cuja grande maioria dedica-se à pesca artesanal, turismo, comércio, artesanato e agricultura, tendo a produção em sua maior parte destinada à própria comunidade, com exceção da lagosta, que é comercializada por atravessadores em outras cidades como Fortaleza.
A maioria das casas são simples e acompanham o nível da população, mas desde 1992 já começam a surgir casas pertencentes à pessoas de elevado poder aquisitivo. Devido a crescimento econômico do setor de turismo, principalmente em Flecheiras desde 2015, o Guajiru cresce rapidamente.
Em 2022, Guajiru tem uma população de 958.